# Svjetski kup u kriketu
Svjetski kup u kriketu je svjetsko prvenstvo u jednodnevnom kriketu. Održava se, uz iznimke, svake četiri godine.

## Rezultati
| Godina | Glavni domaćin                               | Pobjednik      | Drugi          | Ostali sudionici poluzavršnice |
| ------ | -------------------------------------------- | -------------- | -------------- | ------------------------------ |
| 1975.  | London, Engleska                             | Zapadna Indija | Australija     | Novi Zeland i Engleska         |
| 1979.  | London, Engleska                             | Zapadna Indija | Engleska       | Novi Zeland i Pakistan         |
| 1983.  | London, Engleska                             | Indija         | Zapadna Indija | Engleska i Pakistan            |
| 1987.  | Calcutta, Indija/ Pakistan                   | Australija     | Engleska       | Indija i Pakistan              |
| 1992.  | Melbourne, Australija/ Novi Zeland           | Pakistan       | Engleska       | Novi Zeland i JAR              |
| 1996.  | Lahore, Pakistan/ Indija/ Šri Lanka          | Šri Lanka      | Australija     | Indija i Zapadna Indija        |
| 1999.  | London, Engleska/ Irska/ Škotska/ Nizozemska | Australija     | Pakistan       | Novi Zeland i JAR              |
| 2003.  | Johannesburg, JAR/ Zimbabve/ Kenija          | Australija     | Indija         | Šri Lanka i Kenija             |
| 2007.  | Barbados, Zapadna Indija                     | Australija     | Šri Lanka      | Novi Zeland i JAR              |
| 2011.  | Šri Lanka/ Indija/ Bangladeš                 | Indija         | Šri Lanka      | Novi Zeland i Pakistan         |